# 辽道宗
遼道宗耶律洪基（1032年9月14日—1101年2月12日），契丹及遼朝第八位皇帝（1055年8月28日－1101年2月12日在位），在位長達46年，僅次於遼聖宗。他是遼興宗的長子，契丹名查剌。

## 生平

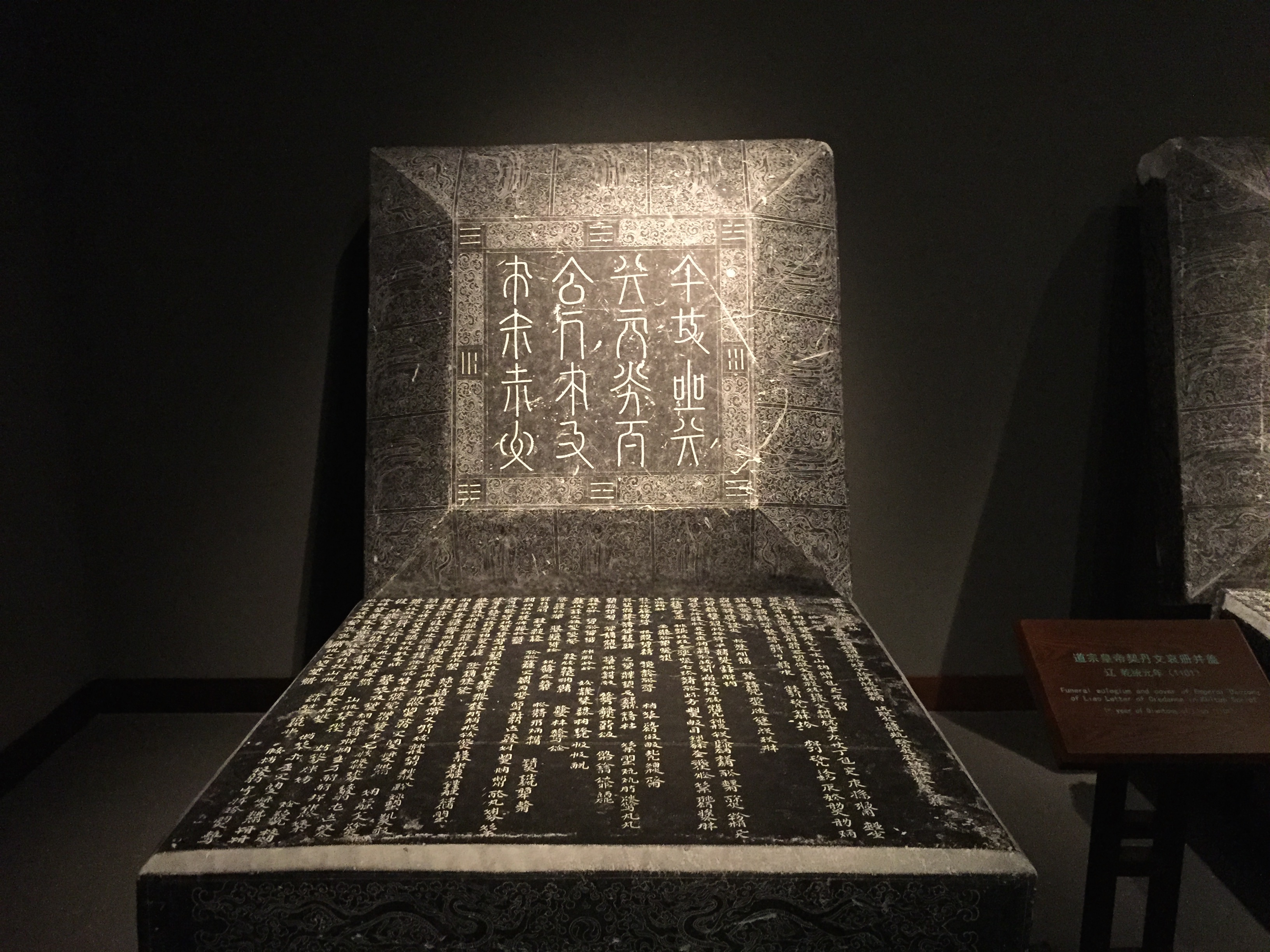
藏于辽宁省博物馆的道宗皇帝契丹文哀册并盖

重熙二十四年八月初四（1055年8月28日），興宗駕崩，即位於柩前。改元清寧。
道宗繼位後，封皇叔耶律重元為皇太叔，清寧二年又加天下兵馬大元帥。四年又賜金券等，極盡榮寵。但宗元始終有謀奪帝位的意圖，在清寧九年（1063年）七月，宗元聽從兒子耶律涅鲁古的勸說，發動叛亂，自立為帝，不久被道宗所平，宗元自盡。史稱灤河之亂。
咸雍二年（1066年），辽道宗改国号“契丹”为“大辽”。
道宗在位期間，遼政治腐敗，國勢逐漸衰落。道宗並沒有進行改革圖新，而且本人也腐朽奢侈，這時地主官僚急劇兼併土地，百姓痛苦不堪，怨聲載道。道宗還重用耶律乙辛等奸佞，自己不理朝政，導致他聽信乙辛的讒言，相信皇后蕭觀音與伶官趙惟一通姦而賜死皇后，史稱十香詞冤案。而同時乙辛為防太子耶律濬登基對自己不利（因為道宗只有皇太子這個兒子），故诬陷皇太子謀反，导致皇太子被杀。
後來，一位姓李的婦女向道宗進「挾穀歌」，道宗才把皇太子的兒女接進宮。大康五年（1079年）七月，耶律乙辛趁道宗遊獵的時候謀害皇孫，道宗采纳大臣的勸諫，命皇孫一同秋獵，才瓦解了乙辛的陰謀。
大康九年，道宗追封故太子為昭懷太子，以天子禮改葬。同年十月，耶律乙辛企圖帶私藏武器到宋朝避難，事發，被誅。
大安八年（1092年），西北路招讨使耶律何魯掃古征讨北阻卜耶睹刮部的叛乱，误击克烈酋长磨古斯，“北阻卜由是叛命”，磨古斯的叛乱延续了八年，一直到寿昌六年（1100年），阻卜各部以及为磨古斯煽动叛乱的梅里急、粘八葛等部相继归降，西北路招讨使耶律斡特剌方“执磨古斯来献”，磨古斯被辽廷处死，叛乱才被平定。
道宗篤信佛教，在位期間大修佛寺、佛塔。遼的腐朽統治引起了各族人民的不滿，其中被遼統治者壓迫的女真族興起并开始对辽产生威胁。
寿昌七年正月十三日（1101年2月12日），遼道宗去世，終年70歲。葬于永福陵。

## 家庭

### 父母
- 遼興宗耶律宗真[4]
- 仁懿皇后蕭撻里[4]

### 后妃
- 皇后蕭觀音，耶律洪基祖母欽哀皇后弟樞密使萧孝惠之女
- 皇后蕭坦思，駙馬都尉蕭霞抹之妹，曾立為皇后，降為惠妃
- 蕭斡特懶，蕭坦思之妹，曾嫁耶律綏也，後被耶律洪基納入後宮

### 子女
- 昭懷太子耶律濬
- 耶律撒葛只
- 耶律糾里
- 耶律特里

## 相關文學作品角色
耶律洪基亦是小說家金庸筆下武俠小說天龍八部的小說人物。

## 影視形象

### 電視劇
| 年份   | 地區         | 作品         | 演員              |
| 1982年 | 香港無線電視 | 《天龙八部》 | 杨泽霖            |
| 1997年 | 香港無線電視 | 《天龙八部》 | 王伟              |
| 2003年 | 中國大陸     | 《天龙八部》 | 鄂布斯·勇林       |
| 2013年 | 中國大陸     | 《天龙八部》 | 王建新            |
| 2020年 | 中國大陸     | 《清平乐》   | 库都斯江·艾尼娃尔 |
| 2021年 | 中國大陸     | 《天龙八部》 | 于荣光            |

### 電影
| 年份   | 地區 | 作品           | 演員 |
| 1982年 | 香港 | 《新天龍八部》 | 刘江 |

## 評價
- 元朝官修正史《辽史》脱脱等的評價是：“道宗初即位，求直言，访治道，劝农兴学，救灾恤患，粲然可观。及夫谤讪之令既行，告讦之赏日重。群邪并兴，谗巧竞进。贼及骨肉，皇基浸危。众正沦胥，诸部反侧，甲兵之用，无宁岁矣。一岁而饭僧三十六万，一日而祝发三千。徒勤小惠，蔑计大本，尚足与论治哉？ ”[5]

## 延伸阅读
[在维基数据编辑]
 《遼史·卷21》，出自脱脱《遼史》
 《遼史·卷22》，出自脱脱《遼史》
 《遼史·卷23》，出自脱脱《遼史》
 《遼史/卷24》，出自脱脱《遼史》
 《遼史·卷25》，出自脱脱《遼史》
 《遼史·卷26》，出自脱脱《遼史》
 在维基共享资源阅览影像